# Sveriges herrlandskamper i fotboll 2013
Sveriges herrlandskamper i fotboll 2013 utgjordes av de resterande kvalmatcherna och playoffmatcherna till Världsmästerskapet i fotboll 2014 samt ett antal träningsmatcher.

## Matcher
Notera att matchtabellerna är färgade beroende på hur matcherna slutade för Sverige.
 0000  grön bakgrund avser vinst för Sverige
 0000  blå bakgrund avser oavgjort resultat efter full tid
 0000  röd bakgrund avser förlust för Sverige
| 1 | Onsdag 23 januari          | Nordkorea         | 1 – 1   | Sverige              | King's Cup           |                      |
|   |                            | Hong Kum Song 48′ | (1 – 0) | Erton Fejzullahu 56′ | Chiang Mai, Thailand | Chiang Mai, Thailand |
|   |                            |                   |         |                      | Chiang Mai, Thailand | Chiang Mai, Thailand |
|   | Straffsparksläggning 2 – 5 |                   |         |                      | Chiang Mai, Thailand | Chiang Mai, Thailand |

| 2 | 26 januari | Finland | 0 – 3   | Sverige               | King's Cup           |                      |
|   |            |         | (0 – 1) | Hysén 23′ Quaison 73′ | Chiang Mai, Thailand | Chiang Mai, Thailand |
|   |            |         |         |                       | Chiang Mai, Thailand | Chiang Mai, Thailand |
|   |            |         |         |                       | Chiang Mai, Thailand | Chiang Mai, Thailand |

| 3 | 6 februari | Sverige               | 2 – 3   | Argentina                          | Träningsmatch        |                      |
|   |            | J. Olsson 17′ Elm 95′ | (1 – 3) | ? 3′ (sjm.) Agüero 19′ Higuain 23′ | Friends Arena, Solna | Friends Arena, Solna |
|   |            |                       |         |                                    | Friends Arena, Solna | Friends Arena, Solna |
|   |            |                       |         |                                    | Friends Arena, Solna | Friends Arena, Solna |

| 4           | 22 mars     | Sverige | 0 – 0   | Irland | Kval till VM 2014                                                              |                                                                                |
| 20:45 UTC+1 | 20:45 UTC+1 |         | Rapport |        | Friends Arena, Solna Publik: 49 436 Domare: Alberto Undiano Mallenco (Spanien) | Friends Arena, Solna Publik: 49 436 Domare: Alberto Undiano Mallenco (Spanien) |
| 20:45 UTC+1 | 20:45 UTC+1 |         |         |        | Friends Arena, Solna Publik: 49 436 Domare: Alberto Undiano Mallenco (Spanien) | Friends Arena, Solna Publik: 49 436 Domare: Alberto Undiano Mallenco (Spanien) |
| 20:45 UTC+1 | 20:45 UTC+1 |         |         |        | Friends Arena, Solna Publik: 49 436 Domare: Alberto Undiano Mallenco (Spanien) | Friends Arena, Solna Publik: 49 436 Domare: Alberto Undiano Mallenco (Spanien) |

| 5 | 26 mars | Slovakien | 0 – 0 | Sverige | Träningsmatch     |  |
|   |         |           |       |         | Žilina, Slovakien |  |
|   |         |           |       |         |                   |  |
|   |         |           |       |         |                   |  |

| 6 | 3 juni | Sverige        | 1 – 0   | Makedonien | Träningsmatch           |                         |
|   |        | Kačaniklić 38′ | (1 – 0) |            | Swedbank Stadion, Malmö | Swedbank Stadion, Malmö |
|   |        |                |         |            | Swedbank Stadion, Malmö | Swedbank Stadion, Malmö |
|   |        |                |         |            | Swedbank Stadion, Malmö | Swedbank Stadion, Malmö |

| 7           | 7 juni      | Österrike                  | 2 – 1           | Sverige      | Kval till VM 2014                                                           |                                                                             |
| 20:45 UTC+2 | 20:45 UTC+2 | Alaba 26′ (str.) Janko 32′ | (2 – 0) Rapport | Elmander 82′ | Ernst-Happel-Stadion, Wien Publik: 48 500 Domare: Gianluca Rocchi (Italien) | Ernst-Happel-Stadion, Wien Publik: 48 500 Domare: Gianluca Rocchi (Italien) |
| 20:45 UTC+2 | 20:45 UTC+2 |                            |                 |              | Ernst-Happel-Stadion, Wien Publik: 48 500 Domare: Gianluca Rocchi (Italien) | Ernst-Happel-Stadion, Wien Publik: 48 500 Domare: Gianluca Rocchi (Italien) |
| 20:45 UTC+2 | 20:45 UTC+2 |                            |                 |              | Ernst-Happel-Stadion, Wien Publik: 48 500 Domare: Gianluca Rocchi (Italien) | Ernst-Happel-Stadion, Wien Publik: 48 500 Domare: Gianluca Rocchi (Italien) |

| 8           | 11 juni     | Sverige                     | 2 – 0   | Färöarna | Kval till VM 2014                                                        |                                                                          |
| 19:15 UTC+1 | 19:15 UTC+1 | Ibrahimović 35′, 82′ (str.) | (1 – 0) |          | Friends Arena, Solna Publik: 32 858 Domare: Nikolay Yordanov (Bulgarien) | Friends Arena, Solna Publik: 32 858 Domare: Nikolay Yordanov (Bulgarien) |
| 19:15 UTC+1 | 19:15 UTC+1 |                             |         |          | Friends Arena, Solna Publik: 32 858 Domare: Nikolay Yordanov (Bulgarien) | Friends Arena, Solna Publik: 32 858 Domare: Nikolay Yordanov (Bulgarien) |
| 19:15 UTC+1 | 19:15 UTC+1 |                             |         |          | Friends Arena, Solna Publik: 32 858 Domare: Nikolay Yordanov (Bulgarien) | Friends Arena, Solna Publik: 32 858 Domare: Nikolay Yordanov (Bulgarien) |

| 9 | 14 augusti | Sverige | 4 – 2 | Norge | Träningsmatch        |  |
|   |            |         |       |       | Friends Arena, Solna |  |
|   |            |         |       |       |                      |  |
|   |            |         |       |       |                      |  |

| 10          | 6 september | Irland    | 1 – 2           | Sverige                   | Kval till VM 2014                                                      |                                                                        |
| 19:45 UTC+1 | 19:45 UTC+1 | Keane 22′ | (1 – 1) Rapport | Elmander 33′ Svensson 57′ | Aviva Stadium, Dublin Publik: 50 000 Domare: Damir Skomina (Slovenien) | Aviva Stadium, Dublin Publik: 50 000 Domare: Damir Skomina (Slovenien) |
| 19:45 UTC+1 | 19:45 UTC+1 |           |                 |                           | Aviva Stadium, Dublin Publik: 50 000 Domare: Damir Skomina (Slovenien) | Aviva Stadium, Dublin Publik: 50 000 Domare: Damir Skomina (Slovenien) |
| 19:45 UTC+1 | 19:45 UTC+1 |           |                 |                           | Aviva Stadium, Dublin Publik: 50 000 Domare: Damir Skomina (Slovenien) | Aviva Stadium, Dublin Publik: 50 000 Domare: Damir Skomina (Slovenien) |

| 11          | 10 september | Kazakstan | 0 – 1           | Sverige        | Kval till VM 2014                                                       |                                                                         |
| 22:00 UTC+6 | 22:00 UTC+6  |           | (0 – 1) Rapport | Ibrahimović 1′ | Astana Arena, Astana Publik: 24 000 Domare: Miroslav Zelinka (Tjeckien) | Astana Arena, Astana Publik: 24 000 Domare: Miroslav Zelinka (Tjeckien) |
| 22:00 UTC+6 | 22:00 UTC+6  |           |                 |                | Astana Arena, Astana Publik: 24 000 Domare: Miroslav Zelinka (Tjeckien) | Astana Arena, Astana Publik: 24 000 Domare: Miroslav Zelinka (Tjeckien) |
| 22:00 UTC+6 | 22:00 UTC+6  |           |                 |                | Astana Arena, Astana Publik: 24 000 Domare: Miroslav Zelinka (Tjeckien) | Astana Arena, Astana Publik: 24 000 Domare: Miroslav Zelinka (Tjeckien) |

| 12          | 11 oktober  | Sverige                       | 2 – 1           | Österrike  | Kval till VM 2014                                                  |                                                                    |
| 20:45 UTC+2 | 20:45 UTC+2 | M. Olsson 56′ Ibrahimović 86′ | (0 – 1) Rapport | Harnik 29′ | Friends Arena, Solna Publik: 49 416 Domare: Cüneyt Çakır (Turkiet) | Friends Arena, Solna Publik: 49 416 Domare: Cüneyt Çakır (Turkiet) |
| 20:45 UTC+2 | 20:45 UTC+2 |                               |                 |            | Friends Arena, Solna Publik: 49 416 Domare: Cüneyt Çakır (Turkiet) | Friends Arena, Solna Publik: 49 416 Domare: Cüneyt Çakır (Turkiet) |
| 20:45 UTC+2 | 20:45 UTC+2 |                               |                 |            | Friends Arena, Solna Publik: 49 416 Domare: Cüneyt Çakır (Turkiet) | Friends Arena, Solna Publik: 49 416 Domare: Cüneyt Çakır (Turkiet) |

| 13          | 15 oktober  | Sverige                      | 3 – 5           | Tyskland                                  | Kval till VM 2014                                                      |                                                                        |
| 20:45 UTC+2 | 20:45 UTC+2 | Hysén 6′, 69′ Kačaniklić 42′ | (2 – 1) Rapport | Özil 45′ Götze 53′ Schürrle 57′, 66′, 76′ | Friends Arena, Solna Publik: 49 251 Domare: William Collum (Skottland) | Friends Arena, Solna Publik: 49 251 Domare: William Collum (Skottland) |
| 20:45 UTC+2 | 20:45 UTC+2 |                              |                 |                                           | Friends Arena, Solna Publik: 49 251 Domare: William Collum (Skottland) | Friends Arena, Solna Publik: 49 251 Domare: William Collum (Skottland) |
| 20:45 UTC+2 | 20:45 UTC+2 |                              |                 |                                           | Friends Arena, Solna Publik: 49 251 Domare: William Collum (Skottland) | Friends Arena, Solna Publik: 49 251 Domare: William Collum (Skottland) |

| 14            | 15 november   | Portugal    | 1 – 0           | Sverige | Kval till VM 2014                                                                 |                                                                                   |
| 19:45 (UTC±0) | 19:45 (UTC±0) | Ronaldo 82′ | (0 – 0) Rapport |         | Estádio da Luz Lissabon, Portugal Publik: 61 467 Domare: Nicola Rizzoli (Italien) | Estádio da Luz Lissabon, Portugal Publik: 61 467 Domare: Nicola Rizzoli (Italien) |
| 19:45 (UTC±0) | 19:45 (UTC±0) |             |                 |         | Estádio da Luz Lissabon, Portugal Publik: 61 467 Domare: Nicola Rizzoli (Italien) | Estádio da Luz Lissabon, Portugal Publik: 61 467 Domare: Nicola Rizzoli (Italien) |
| 19:45 (UTC±0) | 19:45 (UTC±0) |             |                 |         | Estádio da Luz Lissabon, Portugal Publik: 61 467 Domare: Nicola Rizzoli (Italien) | Estádio da Luz Lissabon, Portugal Publik: 61 467 Domare: Nicola Rizzoli (Italien) |

| 15            | 19 november   | Sverige              | 2 – 3           | Portugal              | Kval till VM 2014                                                         |                                                                           |
| 20:45 (UTC+1) | 20:45 (UTC+1) | Ibrahimović 68′, 72′ | (0 – 0) Rapport | Ronaldo 50′, 77′, 79′ | Friends Arena Solna, Sverige Publik: 49 766 Domare: Howard Webb (England) | Friends Arena Solna, Sverige Publik: 49 766 Domare: Howard Webb (England) |
| 20:45 (UTC+1) | 20:45 (UTC+1) |                      |                 |                       | Friends Arena Solna, Sverige Publik: 49 766 Domare: Howard Webb (England) | Friends Arena Solna, Sverige Publik: 49 766 Domare: Howard Webb (England) |
| 20:45 (UTC+1) | 20:45 (UTC+1) |                      |                 |                       | Friends Arena Solna, Sverige Publik: 49 766 Domare: Howard Webb (England) | Friends Arena Solna, Sverige Publik: 49 766 Domare: Howard Webb (England) |